# Eskelinsaari
Eskelinsaari är en ö i Finland. Den ligger i sjön Saarijärvi och i kommunen Lieksa i den ekonomiska regionen  Pielinen-Karelen  och landskapet Norra Karelen, i den östra delen av landet, 500 km nordost om huvudstaden Helsingfors. Öns area är 6,4 hektar och dess största längd är 0,7 kilometer i sydöst-nordvästlig riktning.